# August Ferdinand von Braunschweig-Wolfenbüttel-Bevern

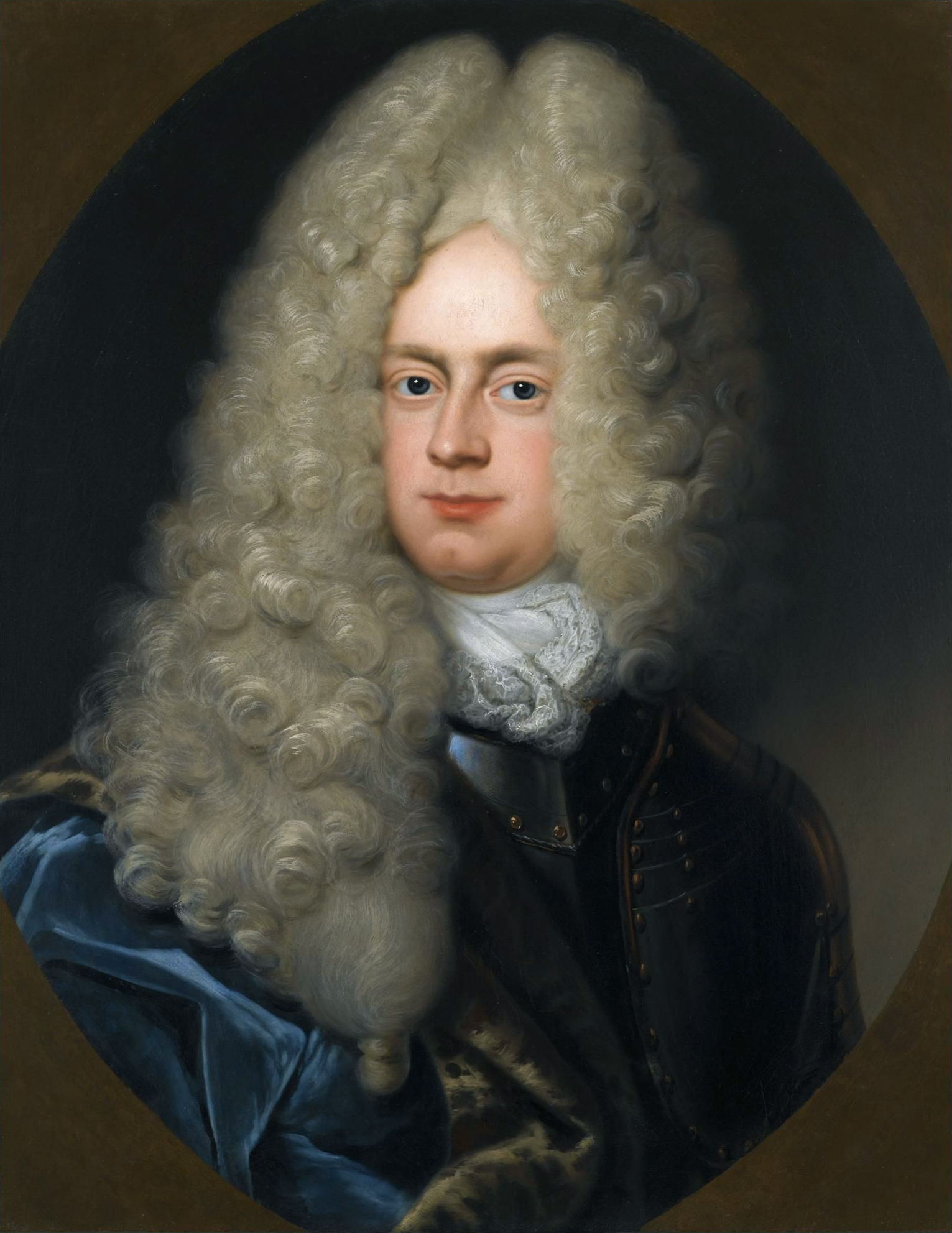
Fürst August Ferdinand von Braunschweig-Wolfenbüttel-Bevern, Gemälde von Christoph Bernhard Francke

August Ferdinand von Braunschweig-Wolfenbüttel-Bevern (* 29. Dezember 1677 in Bevern; † 2. Juli 1704 bei Donauwörth), einer der Herzöge von Braunschweig und Lüneburg, war Generalmajor des Niedersächsischen Reichskreises.

## Leben
Er wurde 1677 als dritter Sohn Ferdinand Albrechts I. von Braunschweig-Bevern († 1687) und der Landgräfin Christine von Hessen-Eschwege geboren. Nach dem Tod des Vaters erhielt er an der 1687 von seinem Onkel Anton Ulrich gegründeten Wolfenbütteler Ritterakademie Rudolph-Antoniana seine weitere Erziehung. Im Jahre 1692 unternahm er eine Reise nach Stockholm. Früh hatte er sich für den Armeedienst entschlossen und nahm 1694 am Feldzug König Wilhelms III. von England in den spanischen Niederlanden teil. Wieder in Wolfenbüttel, wurde er von Herzog Anton Ulrich zum Obersten dessen Leibregiments ernannt, als welcher er während des Pfälzischen Erbfolgekrieges an der Belagerung von Namur 1695 teilnahm. Im darauffolgenden Jahr wurde ihm das Kommando über zur Reichsarmee gehörende Wolfenbütteler Truppen übertragen, die er gegen französische Einheiten führte. In den Jahren 1696 und 1697 bereiste er mit seinem jüngeren Bruder Ferdinand Albrecht Italien. Nach dem Frieden von Rijswijk trat August Ferdinand in die kaiserliche Armee ein und nahm unter Eugen von Savoyen in Ungarn an einem Feldzug gegen die Türken teil. Während des Spanischen Erbfolgekrieges befehligte er als kaiserlicher Generalmajor das Kontingent des niedersächsischen Kreises unter dem Markgrafen Ludwig von Baden und eroberte Schloss und Stadt Friedberg. Während der Kämpfe gegen Frankreich fiel er 1704 in den Schanzen des Schellenberges bei Donauwörth im Alter von 26 Jahren. Er wurde im Braunschweiger Dom beigesetzt.